# USS Billingsley (DD-293)
USS Billingsley (DD-293) – amerykański niszczyciel typu Clemson będący w służbie United States Navy w okresie po I wojnie światowej. Patronem okrętu był William Billingsley, jeden z pionierów amerykańskiego lotnictwa morskiego.
Okręt został zwodowany 10 grudnia 1919 w stoczni Bethlehem Steel Corporation w Squantum, matką chrzestną była Irene Billingsley, siostra patrona okrętu. Jednostka weszła do służby 1 marca 1920, pierwszym dowódcą został Commander H. D. Cooke.
„Billingsley” dołączył do Sił Niszczycieli Floty Atlantyku (ang. Destroyer Force, Atlantic Fleet) i operował z nimi w pobliżu wschodniego wybrzeża USA i na Karaibach do lata 1920. Wtedy odbył rejsy szkoleniowe z rezerwistami marynarki. Był w rezerwie do czerwca 1922, następnie dołączył do 26 Dywizjonu 9 Eskadry Sił Niszczycieli (ang. Division 26, Squadron 9, Destroyer Force) w Filadelfii. Brał udział w operacjach na zachodnim Atlantyku do czerwca 1924, gdy 26 Dywizjon dołączył do amerykańskich sił morskich w Europie. Niszczyciel pływał po wodach europejskich i śródziemnomorskich przez następny rok i asystował uchodźcom na Bliskim Wschodzie. Wiosną 1925 brał udział jako okręt dozoru samolotów w północnoatlantyckiej sekcji lotu Armii dookoła świata. Później tego roku wrócił do USA i podjął rutynowe czynności służbowe na wschodnim wybrzeżu USA. Taka służba trwała do lata 1929, gdy odbył ponownie rejsy z rezerwistami.
„Billingsley” wszedł do Philadelphia Naval Shipyard we wrześniu 1929, został wycofany ze służby 1 maja 1930 i sprzedany 17 stycznia 1931. 